# بخش سلامی
بخش سلامی؛ نام یکی از بخش‌های شهرستان خواف در استان خراسان رضوی ایران است. بنابر سرشماری مرکز آمار ایران، جمعیت بخش سلامی شهرستان خواف در سال ۱۳۹۵ برابر با ۳۷٬۴۴۷ نفر بوده‌است.

## تقسیمات کشوری

### دهستان‌ها

#### دهستان بالاخواف

##### روستاها
- عباس‌آباد
- علی‌آباد جدید
- چمن‌آباد
- فدک
- فرح‌آباد
- حاجی‌آباد
- هزارخوشه
- خلیل‌آباد
- خیرآباد
- مزرعه شیخ
- نصرآباد
- سلمان
- سده
- صیدآباد
- شهرک
- سیجاوند
- ولی‌آباد

#### دهستان سلامی

##### روستاها
- احمدآباد
- بندیوان
- چهارده
- حسن‌آباد
- قلعه‌نو
- رزداب
- سراب

### مرکزیت
- سلامی